# Tex Thompson
Tex "Tex" Thompson, più noto come Tex Thompson, è un personaggio immaginario, un supereroe della DC Comics che utilizzò le identità in costume di Mr. America e Americommando. Creato da Ken Fitch e Bernard Baily, comparve per la prima volta in Action Comics n. 1 (giugno 1938), lo stesso fumetto che introdusse Superman.

## Biografia del personaggio
Thompson era originariamente un giovane texano biondo che lasciò un possibile futuro come signore del petrolio per cercare una vita più avventurosa con il suo amico, Bob Daley. Tutto cambiò nel 1940 quando i nazisti affondarono un transatlantico americano che trasportava viveri in Europa. Thopmpson era di guardia sulla nave e lo si credette morto. Il disastro lo ispirò nell'indossare un costume patriottico, tingersi i capelli di nero, e di portare con sé una frusta al fine di combattere per il suo paese come Mr. America. Per qualche tempo ebbe anche un tappeto magico, che gli faceva da mantello. Il suo amico Bob indossò un costume fatto in casa (simile a quello del Red Tornado originale) e divenne la sua spalla, "Fatman".

### Americommando
Mr. America fu membro della All Star Squadron, ma il suo più grande contributo nella guerra fu successivo; a Thompson fu chiesto dal Presidente Roosevelt in persona di andare a combattere i nazisti in Germania come Americommando.Thompson lo fece sotto l'identità di "Hauptmann Riker" e si infiltrò nella Gestapo. I suoi nemici più frequenti furono Mister Ito (conosciuto anche come Quello Basso), un assassino nippo-tedesco di bassa statura, e Queen Bee. Lavorò per gli americani per parecchi anni dietro le linee nemiche.
La sua ultima comparsa come Americommando avvenne in The Justice Society Returns: National Comics n. 1: Mister Terrific incontrò Thompson durante il bombardamento di Dresden e i due lavorarono insieme per salvare le vite dei tedeschi innocenti. Dopo che Thompson disse a Mister Terrific che non c'erano più fabbriche d'armi a Dresen che gli Alleati potessero bombardare, entrò in un edificio in balia delle fiamme per salvare una ragazzina. Il palazzò crollò e di lui non si ebbero più notizie.

### Hero Hotline
Ancora una volta, Thompson riuscì ad eludere la morte; successivamente ricomparve per creare l'organizzazione Hero Hotline. Mentre guidava questa organizzazione, Thompson si fece conoscere sotto il nome di Coordinatore. Compariva solo come una figura ombrosa su uno schermo televisivo, così che nessuno potesse sapere che era Thompson finché non fu rivelato dallo scrittore Bob Rozakis.

## Altre versioni
- In Freedom Fighters n. 7 (marzo 1977), il criminale Silver Ghost agì come Americmmando, leader dei Crociati (una parodia di Capitan America e degli Invasori). Questa versione del personaggio era l'ispirazione per la versione moderna del criminale di Terra-8.
- In Lord Havok and the Extremists n. 1, la versione di Terra-8 di Americommando è il leader di un gruppo chiamato la Meta-Milizia, un'analogia dei Vendicatori.
- In Uncle Sam and The Freedom Fighters, un nuovo Americommando comparve come agente dello S.H.A.D.E. e suo comandante in campo. Uccise il suo velocista, Spin Doctor, per avergli parlato dietro.
- In Kingdom Come, un Americommando compare come un criminale minore. Dopo la distruzione del Kansas, Americommando, insieme a Braintrust e ai Minute Men, tentarono di fermare tutta l'immigrazione verso gli Stati Uniti. Lui e il suo team furono fermati da Superman e la Justice League.
- In Justice Society of America vol. 3 n. 1, un nuovo Mr. America - Trey Thompson, un ex agente dell'FBI che prese la giustizia in pugno - debuttò e morì nel primo numero. Fu spiegato da Dottor Mid-Nite, che Trey era collegato al Mr. America originale, ma che la sua linea di sangue, cioè la sua discendenza, era tagliata. Tuttavia, l'ex contatto di Trey all'FBI, Jeffrey Graves, viene successivamente visto indossare la maschera di Mr. America dopo che fu licenziato, quando all'FBI scoprirono che era il contatto di Thompson. Si unì alla Justice Society of America, e ne rimase un membro attivo. Anche lui utilizza una frusta, che fu poi modernizzata da Mister Terrific perché le punte potessero esplodere ad ogni impatto.
- Tex Thompson ebbe un ruolo importante nella miniserie The Golden Age. In questa storia, è un combattente del crimine che scomparve dagli occhi degli americani nel 1942 per combattere i nazisti. Uccise il supereroe tedesco Parsifal e lo stesso Adolf Hitler. Ritornò in America come eroe e divenne un senatore con aspirazione alla presidenza. Organizzò un programma per difendere l'America dalla minaccia sovietica con un nuovo gruppo di supereroi. Reclutò Atomo, Robotman e Daniel Dunbar per la sua causa. Utilizzò un gruppo di scienziati per trasformare Dan in Dynaman, "un supereroe per la nuova era". Gli eroi della storia scoprirono che Thompson era effettivamente deceduto in guerra; l'uomo che era ritornato era Ultra-Humanite. Ultra-Humanite raccontò ad Hitler che Thompson era una spia, così che questi lo fece uccidere e mise il cervello di Humanite nel suo corpo. L'esperimento che avrebbe dovuto incrementare il potere di Dynaman, quindi, era quello in cui Humanite tentava di mettere il cervello di Hitler nel corpo di Dunbar. Hultra-Humanite fu fermato da Manhunter, che fu presente all'operazione, ma soffrì di perdita di memoria dopo aver battuto la testa tentando di scappare.